# Rehain (Jessen)
Rehain ist ein Teil des Jessener Ortsteils Ruhlsdorf, liegt etwa 2 km südöstlich davon und bildet mit diesem einen Ortsteil der Stadt Jessen (Elster) im Landkreis Wittenberg des Landes Sachsen-Anhalt.

## Lage und Erreichbarkeit
Mit nur einem Höhenmeter Unterschied liegt Rehain etwa 2 km südöstlich des Jessener Ortsteils Ruhlsdorf und ist über die L37 mit ihm verbunden.

## Geschichte
Als reine Bauernsiedlung vermutlich zum etwa gleichen Zeitraum wie der Ortsteil Ruhlsdorf im oder um das Jahr 1377 von Wenden, Flamen und Sachsen gegründet und in den ersten 200 Jahren von selbigen bewohnt, wurde die Schule Rehains 1885 dem Ortsteil Ruhlsdorf zugeordnet, was eine Erweiterung des Schulgebäudes in Ruhlsdorf erforderlich machte.

## Bevölkerungszahl und sonstiges
Heute leben in dem Ortsteil Rehain, der sich mittlerweile zu einer reinen Wohngegend mit einer Fläche von 2,6 km² entwickelt hat, etwa 66 Einwohner. Da in den Adressangaben der Einwohner neben Rehain auch Ruhlsdorf und Jessen vorkommen, führt dies regelmäßig zu Verwirrungen bei Zustelldiensten. Eine Abhilfe scheint nicht in greifbarer Nähe zu sein.